# Ephialtes sodomiticus
Ephialtes sodomiticus är en stekelart som beskrevs av John Obadiah Westwood 1838. Ephialtes sodomiticus ingår i släktet Ephialtes och familjen brokparasitsteklar. Inga underarter finns listade i Catalogue of Life.